# Moeraslathyrus
Moeraslathyrus (Lathyrus palustris) is een vaste plant die behoort tot de vlinderbloemenfamilie. De soort staat op de Nederlandse Rode lijst van planten als vrij zeldzaam en matig afgenomen. De soort komt van nature voor in de koel-gematigde en koudere streken op het noordelijk halfrond. Het aantal chromosomen is 2n = 42.
De plant wordt 30 - 100 cm hoog, vormt ondergrondse uitlopers en wortelknolletjes. De klimmende, iets behaarde stengel is breed gevleugeld. De even geveerde bladeren hebbentwee tot vijf paar blaadjes en een 0,5-1 mm brede bladsteel. De 2,5-8 cm lange en 3-8 mm brede, langwerpige tot lijnvormige, niet vlezige blaadjes zijn parallel-nervig met niet uitspringende zijnerven. De steunblaadjes zijn half-spiesvormig. De bovenste en middelste bladeren hebben ranken.
De plant bloeit van mei tot in augustus met in het begin roodpaars gekleurde, later verkleurend naar vuilblauwe, 1-2 cm grote bloemen, die met drie tot zes bloemen in langgesteelde trossen staan. De bloem heeft tien meeldraden.
De vrucht is een bruine, kale, 2,5-6 cm lange en 6-7 mm brede peul met negen tot twaalf 3 mm grote, ronde, roodbruine zaden. Op de peul zitten netvormige nerven.

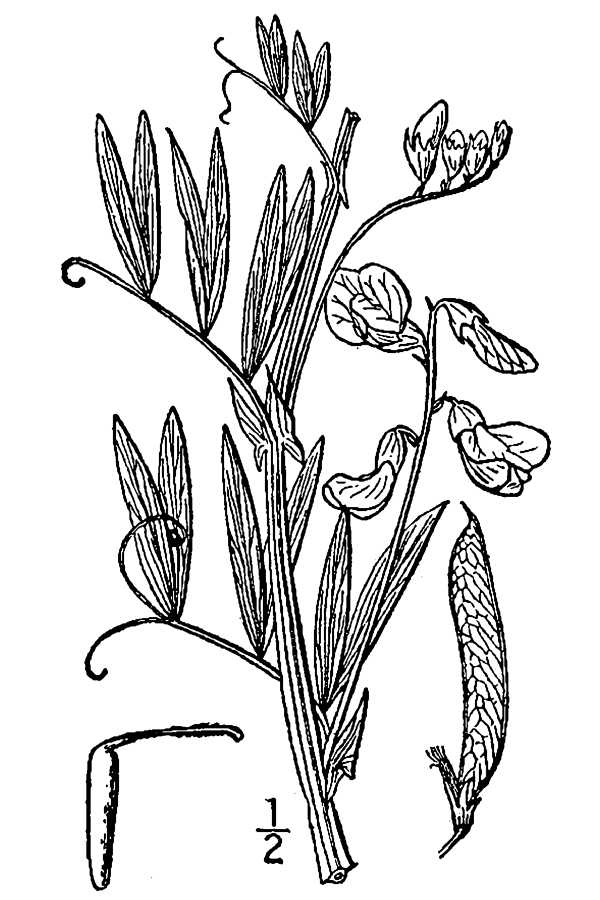
Moeraslathyrus met peul

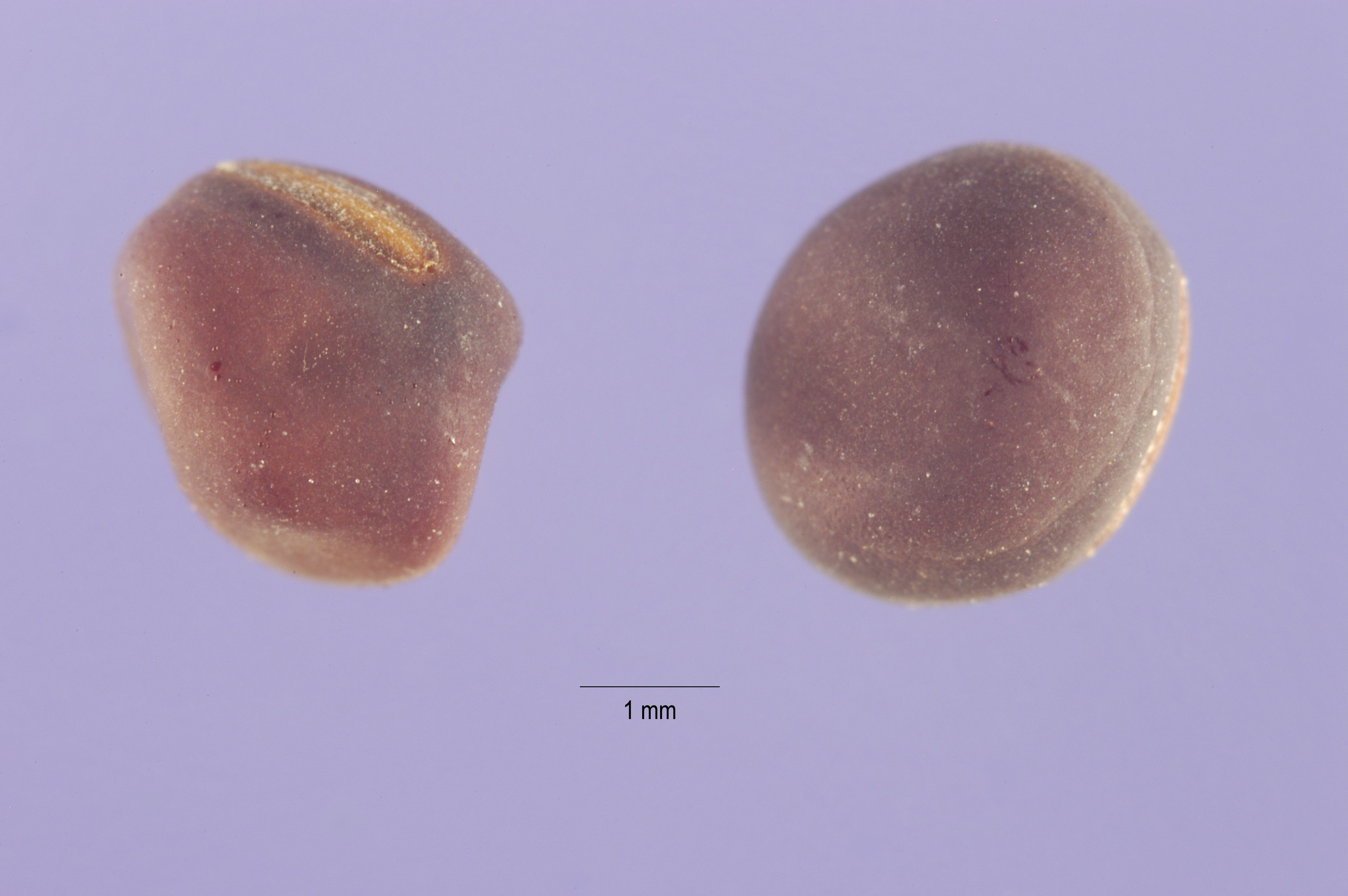
Zaden

Moeraslathyrus komt voor op natte voedselrijk grond in gras- en rietlanden en in duinvalleien.

## Namen in andere talen
- Duits: Sumpf- Platterbse
- Engels: Marsh Pea, Blue Marsh Vetchling
- Frans: Gesse des marais